# Gottfried Kirchbach

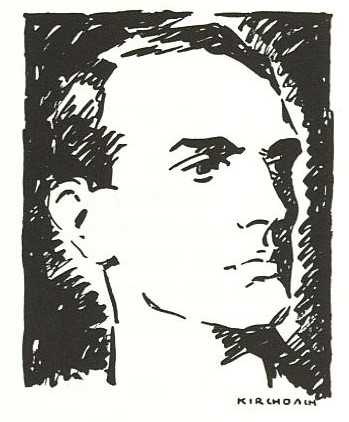
Selbstporträt

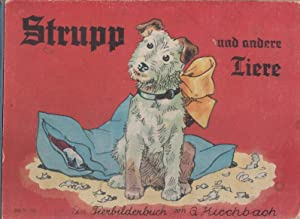
Strupp (1920)

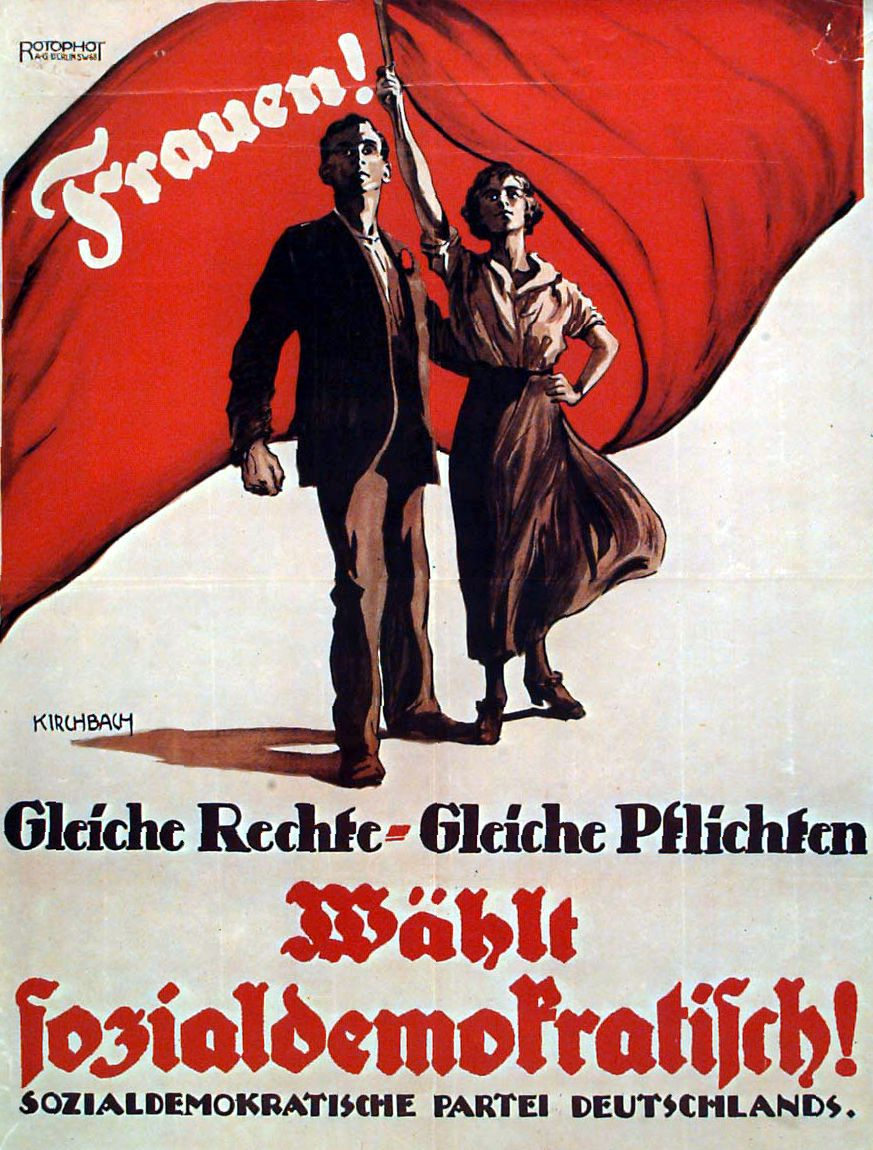
SPD-Plakat (1919)

Fritz Gottfried Kirchbach (geboren 21. April 1882 in München; gestorben 24. April 1942 in Amsterdam) war ein deutscher Maler, Gebrauchsgrafiker, Illustrator und Plakatkünstler.

## Leben
Gottfried Kirchbach stammt aus einer Malerdynastie und war ein Sohn des akademischen Malers Frank Kirchbach. Er studierte Malerei an der Königlichen Kunstgewerbeschule München bei Julius Diez und Maximilian Dasio. Kirchbach war vor 1914 Mitarbeiter der Werbeagentur »Propaganda« in Stuttgart und ging dann nach Berlin. Er entwarf Filmplakate bei Rotophot, machte Werbung für Markenartikel, illustrierte Kinderbücher und schuf Flugschriften und politische Plakate für die SPD und die DVP. Bei einem Wohnungsbrand 1928 wurden viele seiner Originalarbeiten vernichtet. Da seine Mutter jüdischer Herkunft war, wurde Kirchbach 1933 nach der Machtübergabe an die Nationalsozialisten diskriminiert und erhielt keine Aufträge mehr. Er emigrierte daher 1937 in die Niederlande, wo er 1939 ein Bilderbuch zum ersten Geburtstag von Thronfolgerin Beatrix schuf. Er starb infolge eines Herzinfarkts.

## Buchillustrationen (Auswahl)
- Lustige Tiere. 12 Blätter. 1910
- Edward Stilgebauer: Purpur. Roman. Dresden : Carl Reissner, 1911
- Friedrich Otto: Hans-Ludwigs Werdegang. Berlin : Scherl, 1914
- Hans und Anni in Liliput : ein Bilderbuch. 6 Blätter. Um 1920
- Henny Koch: Hochgeborene. 4 Einschaltbilder. Stuttgart: Union Deutsche Verlagsgesellschaft, 1925.
- Henny Koch: Die verborgene Handschrift. 8 Tondruckbilder. Stuttgart: Union Deutsche Verlagsgesellschaft, 1926.
- Else Croner: Veilchen : Erz. für junge Mädchen. Leipzig : Anton, 1926
- Else Jung: Kopf hoch – Monika! : Eine Erzählung für junge Mädchen. Leipzig : Anton, 1938
- Emma Gündel: Drei Mädels und eine Wette : eine fröhliche Erzählung für junge Mädchen. Leipzig : Anton, 1937
- De wereld is schoon : teekeningen en verzen. 1939